# ロベリス・デスパイネ
￼ロベリス・デスパイネ（Robelis Despaigne、1988年8月9日 - ）は、キューバの男性総合格闘家、テコンドー選手。サンティアーゴ・デ・クーバ州サンティアーゴ・デ・クーバ出身。MMAテンプル所属。2012年ロンドンオリンピック男子テコンドー80kg超級銅メダリスト。

## 来歴

### テコンドー
9歳からテコンドーを始める。
2011年、ユニバーシアードにヘビー級で出場し、銅メダルを獲得した。
2012年、ロンドンオリンピックに80kg超級で出場し、3位決定戦で対戦予定であったダバ・モディボ・ケイタが負傷したため不戦勝で銅メダルを獲得した。
2013年、2015年の世界テコンドー選手権大会にヘビー級で出場し、両大会で銅メダルを獲得した。

### 総合格闘技
2022年6月3日、プロ総合格闘技デビュー戦を1RTKO勝ち。その後、2戦目を12秒でTKO勝ち、3戦目を3秒でKO勝ち、4戦目を4秒でKO勝ちし4戦全勝を記録。

#### UFC
2023年12月、UFCと契約した。
2024年3月9日、UFC 299でジョシュ・パリジアンと対戦し、右フックでダウンを奪いパウンドで開始18秒のKO勝ち。パフォーマンス・オブ・ザ・ナイトを受賞した。

## 戦績

### 総合格闘技
| 総合格闘技 戦績 | 総合格闘技 戦績 | 総合格闘技 戦績 | 総合格闘技 戦績 | 総合格闘技 戦績 | 総合格闘技 戦績 | 総合格闘技 戦績 |
| --------------- | --------------- | --------------- | --------------- | --------------- | --------------- | --------------- |
| 7 試合          | (T)KO           | 一本            | 判定            | その他          | 引き分け        | 無効試合        |
| 5 勝            | 5               | 0               | 0               | 0               | 0               | 0               |
| 2 敗            | 0               | 0               | 2               | 0               | 0               | 0               |

| 勝敗 | 対戦相手                   | 試合結果                         | 大会名                                 | 開催年月日     |
|      | トッド・ダフィー           | 試合前                           | GFL 1                                  | 2025年5月24日  |
| ×    | オーステン・レーン         | 5分3R終了 判定0-3                | UFC Fight Night: Hernandez vs. Pereira | 2024年10月19日 |
| ×    | ワルド・コルテス＝アコスタ | 5分3R終了 判定0-3                | UFC on ESPN 56: Lewis vs. Nascimento   | 2024年5月11日  |
| ○    | ジョシュ・パリジアン       | 1R 0:18 KO（右フック→パウンド）  | UFC 299: O'Malley vs. Vera 2           | 2024年3月9日   |
| ○    | マイルズ・バンクス         | 1R 0:04 KO（右フック）           | Fury FC 84                             | 2023年12月3日  |
| ○    | スティービー・ペイン       | 1R 0:03 KO（右フック）           | Fury Challenger Series 7               | 2023年9月24日  |
| ○    | トラヴィス・グレゴイア     | 1R 0:13 TKO（パウンド）          | Fury FC 80                             | 2023年6月25日  |
| ○    | カトゥマ・ムルンバ         | 1R 4:54 TKO（右フック→パウンド） | Titan FC 77                            | 2022年6月3日   |

## 獲得タイトル

### テコンドー
- 2011年夏季ユニバーシアード ヘビー級 3位（2011年）
- 2012年ロンドンオリンピック 男子80kg超級 3位（2012年）
- 世界テコンドー選手権大会 ヘビー級 3位（2013年、2015年）
- 中央アメリカ・カリブ海競技大会 ヘビー級 優勝（2014年）

## 表彰
- UFC パフォーマンス・オブ・ザ・ナイト（1回）